# Tonnerre sur l'Atlantique
Pour plus de détails, voir Fiche technique et Distribution.
Tonnerre sur l'Atlantique (titre original : Thunder Afloat) est un film américain réalisé par George B. Seitz, sorti en 1939.

## Synopsis
Dans une ville portuaire de la Nouvelle Angleterre, Pop Thorson et Rocky Blake sont des propriétaires de remorqueurs rivaux. Le bateau de Thorson a coulé dans les eaux peu profondes alors qu'il était à quai, et il est certain que Blake l'a saboté pour empêcher Thorson de remporter un contrat lucratif pour le transport de barges de fournitures militaires. Thorson est un veuf qui a construit son propre remorqueur et y vit avec sa fille adulte Susan. Elle aime son père, mais apprécie également Blake qui nie le sabotage et ne veut pas que les deux hommes se battent.
Comme les États-Unis sont entrés dans la Première Guerre mondiale, la marine recrute des hommes pour la lutte anti-sous-marine. Susan et Pop Thorson incitent Blake à s'engager en faisant croire que Thorson va lui-même s'engager. Thorson obtient alors le contrat, mais lorsque son bateau est à nouveau à flot et remorque une barge, il rencontre un sous-marin allemand. Les Allemands ordonnent à l'équipage de monter dans les canots de sauvetage et coulent le remorqueur et la barge.
Lorsque Thorson arrive au port, il s'engage immédiatement. En raison de son expérience et de l'urgence de la guerre, il est immédiatement nommé enseigne et se voit confier le commandement d'une des petites flottes de chasseurs de sous-marins basées sur place. Thorson ne supporte pas bien la discipline navale, surtout lorsque son officier supérieur, responsable de la flotte, s'avère être Blake, qui est maintenant lieutenant et dévoué à son devoir. Blake respecte l'expérience de Thorson et tente de lui apprendre comment se comporter, mais le temps presse et le message ne passe pas bien.
Lors de leur première mission, Thorson pense à juste titre que n'importe quel sous-marin éviterait la zone de tempête où ils ont reçu l'ordre de patrouiller, et se trouverait sous le vent de l'île de Nantucket. Il enfreint les ordres en y amenant son navire seul, et trouve un sous-marin allemand, le même. En coulant le sous-marin, la violation serait pardonnable. Mais le capitaine allemand trompe l'inexpérimenté Thorson pour qu'il interrompe son attaque en libérant du pétrole de son navire, et coule un bateau-phare avant de partir. Un câble se rompt alors sur le navire de Thorson et s'emmêle dans l'hélice. Thorson se jette à l'eau pour le libérer, mais se blesse à la tête. Blake arrive alors sur les lieux et le sauve personnellement.
Une fois rétabli, Thorson passe en cour martiale pour insubordination, est rétrogradé au rang de simple matelot et est affecté au service à terre. Désespéré, il décide finalement de déserter et de partir au Canada avec Susan, mais Blake l'arrête juste à temps et lui donne une nouvelle mission. Il va maintenant rejoindre l'équipage d'un navire leurre : ressemblant à une goélette de pêche ordinaire, son équipage se faisant passer pour des civils, il sera en fait équipé d'une radio cachée pour appeler les chasseurs de sous-marins en cas de besoin.
Rejoignant une flotte de pêche, le leurre est effectivement attaqué - par le même sous-marin à nouveau. Les Allemands montent à bord et découvrent la radio, mais la flotte de Blake est déjà en route. L'équipe d'abordage retourne au sous-marin. Avec l'accord de son capitaine, Thorson ordonne au navire leurre d'essayer d'éperonner le sous-marin. Les Allemands le coulent et prennent Thorson à bord comme prisonnier et otage, puis plongent au fond de la mer. Pendant qu'ils attendent en silence, il saisit l'occasion de s'enfermer dans une pièce et de frapper sur la coque avec une clé à molette, indiquant aux chasseurs de sous-marins qui écoutent où trouver le sous-marin.
Blake réalise qu'il doit attaquer malgré le risque pour Thorson. Mais bien que le sous-marin soit endommagé, il est toujours capable de faire surface, et Thorson ainsi que son équipage sont évacués.
À la fin du film, Thorson reçoit la Medal of Honor, est rétabli au rang d'enseigne et commande à nouveau un chasseur de sous-marins, à la grande joie de Susan et des habitants du port.

## Fiche technique
- Titre original : Thunder Afloat
- Titre français : Tonnerre sur l'Atlantique
- Réalisation : George B. Seitz
- Scénario : Ralph Wheelwright, Wells Root et Harvey S. Haislip
- Direction artistique : Cedric Gibbons
- Photographie : John F. Seitz
- Pays d'origine : États-Unis
- Genre : guerre
- Date de sortie : 1939

## Distribution
- Wallace Beery : John Thorson
- Chester Morris : 'Rocky' Blake
- Virginia Grey : Susan Thorson
- Douglass Dumbrille : District Commander
- Carl Esmond : Capitaine de l'U-Boat
- Clem Bevans : 'Cap' Finch
- John Qualen : Milo
- Regis Toomey : Ives
- Henry Victor : Officier allemand du sous-marin
- Addison Richards : Amiral Ross
- Jonathan Hale : Amiral Girard

## Article annexe
- Sous-marins au cinéma et à la télévision